# Apoloniusz Zawilski

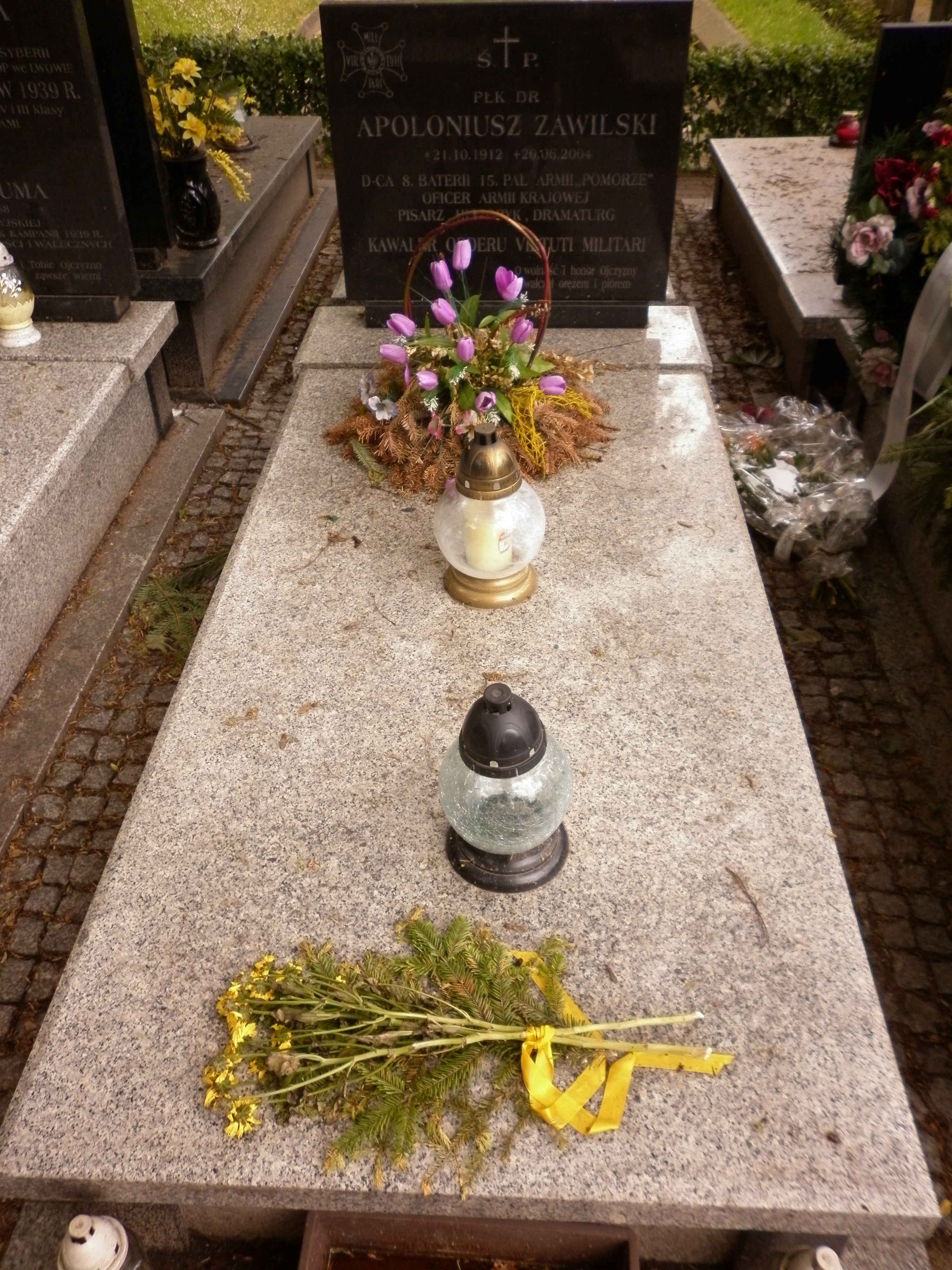
Grób A. Zawilskiego na Cmentarzu Wojskowym na Powązkach

Apoloniusz Zawilski (ur. 21 października 1912 w Kołodeżach, zm. 20 czerwca 2004 w Warszawie) – polski historyk (doktor historii), pisarz, pułkownik Wojska Polskiego.

## Biogram
13 września 1932 roku wcielony został do Wojska Polskiego i przydzielony w charakterze słuchacza do Dywizyjnego Kursu Podchorążych Rezerwy przy 24 pułku piechoty w Łucku. W latach 1933–1935 ukończył z drugą lokatą Szkołę Podchorążych Artylerii w Toruniu. Jako publicysta zadebiutował w 1935 roku na łamach czasopisma „Polska Zbrojna”.
Po ukończeniu SPArt. i awansie na podporucznika przydzielony został do 15 Wielkopolskiego pułku artylerii lekkiej w Bydgoszczy. Dowodził plutonem, a następnie 8 baterią III dywizjonu 15 pal. W 1939 roku awansował na porucznika. Wraz z pułkiem wchodzącym w skład 15 Wielkopolskiej Dywizji Piechoty w Armii „Pomorze” walczył w kampanii wrześniowej – początkowo w rejonie Jezior Koronowskich, później w bitwie nad Bzurą. 20 września w czasie przebijania się dywizji przez Puszczę Kampinoską do Warszawy został ciężko ranny w nogę pod Laskami i wzięty do niewoli niemieckiej. Po długotrwałym pobycie w szpitalach w Laskach, Warszawie i Lublinie zwolniony jako inwalida w styczniu 1941.
W czasie okupacji niemieckiej był szefem placówki wywiadu ZWZ/AK w Lubartowie. Po zajęciu Lubartowa przez Armię Czerwoną aresztowany, 3 sierpnia 1944 zmobilizowany do Ludowego Wojska Polskiego, awansowany do stopnia majora. Z uwagi na stan zdrowia wykluczony ze służby liniowej, skierowany 17 grudnia 1944  do Wojskowego Instytutu Naukowo-Wydawniczego, gdzie został redaktorem naczelnym Bellony. Od 1948 studiował równolegle na Wydziale Dramatycznym Państwowej Wyższej Szkoły Teatralnej w Łodzi i Warszawie, uzyskując dyplom w 1950. W 1949 przeniesiony do Wydawnictwa „Prasa Wojskowa” na stanowisko szefa wydawnictw fachowo-wojskowych.
W lipcu 1951 zwolniony z wojska. 19 lipca 1951 zatrzymany przez Informację Wojskową. Uwięziony w areszcie śledczym Informacji w Warszawie przy ul. Oczki 1 przeszedł ciężkie śledztwo, tortury, znęcanie się i wymuszanie zeznań. W kwietniu 1952 był sądzony w procesie tzw. nowego kierownictwa konspiracji wojskowej (razem z Franciszkiem Skibińskim, Stefanem Biernackim, Adamem Jaworskim i Kornelem Dobrowolskim). Zarzucono mu zorganizowanie komórki konspiracyjnej w Wojskowym Instytucie Naukowo-Oświatowym oraz przekazywanie kierownictwu konspiracji informacji o charakterze szpiegowskim. 28 kwietnia 1952 został skazany na karę śmierci przez Najwyższy Sąd Wojskowy (przewodniczącym składu sędziowskiego był Wilhelm Świątkowski, w jego składzie byli także Feliks Aspis i Teofil Karczmarz, oskarżał Stanisław Zarakowski). 19 listopada 1952 Bolesław Bierut nie skorzystał z prawa łaski, zarządził jednak wstrzymanie wykonania kary do czasu porozumienia się z organami śledczymi MBP, rozważano bowiem użycie go jako świadka w innym procesach przeciwko oficerom LWP. 21 stycznia 1954 wykonanie wyroku zasugerował Antoni Skulbaszewski, czemu sprzeciwił się Stanisław Zarakowski. 25 stycznia 1954 przewodniczący Rady Państwa, Aleksander Zawadzki skorzystał z prawa łaski. Następnie przebywał w złym stanie zdrowia w szpitalu psychiatrycznym we Wrocławiu. 4 kwietnia 1956 Najwyższy Sąd Wojskowy wznowił postępowanie w jego sprawie, a po dwóch dniach Naczelna Prokuratura Wojskowa umorzyła je z powodu braku dowodów winy.
W latach 1957–1959 był kierownikiem literackim teatru w Kaliszu i Teatru Powszechnego w Łodzi. Ukończył studia polonistyczne na Uniwersytecie Łódzkim. Usunięty z pracy, przez półtora roku prowadził gospodarstwo rolne niedaleko Bydgoszczy, potem pracował jako nauczyciel, wreszcie jako pracownik kopalni w Bełchatowie. Po przejściu na emeryturę w 1967 poświęcił się całkowicie pracy literackiej.
W roku 1989 obronił na Uniwersytecie Jagiellońskim jako pracę doktorską wydaną w 1972 książkę Bitwy polskiego Września, promotorem był prof. Marian Zgórniak. W 2002 – za całokształt prac historycznych otrzymał tytuł doktora honoris causa Polskiego Uniwersytetu na Obczyźnie.
W 2003 wydano jego tłumaczenie Tygodni polskiego buntu Mikołaja Pawliszczewa. 
Pochowany 25 czerwca 2004 roku na Cmentarzu Wojskowym na Powązkach (kwatera IIC27-2-2).

## Ordery i odznaczenia
- Krzyż Srebrny Orderu Wojennego Virtuti Militari (1947)[3]
- Krzyż Komandorski Orderu Odrodzenia Polski
- Krzyż Kawalerski Orderu Odrodzenia Polski (1946)[4]
- Srebrny Krzyż Zasługi
- Krzyż Armii Krajowej
- Medal Wojska – trzykrotnie
- Medal „Za udział w wojnie obronnej 1939”

## Twórczość
- Bateria została
- Grzegorza Mała
- Szklane zbocze
- Bełchatów i jego historyczne awanse
- Złota szabla
- Opowieść o sprzedanym mieście
- Bitwy polskiego września
- Polskie fronty 1918 - 1945
- Kamienne zegary
- Testament
- Bułgaria trzynastu wieków
- O wolność Bułgarii
- Spadkobierca
- Misja